# 트와이먼스토크스 올해의 팀메이트상
트와이먼스토크스 올해의 팀메이트상(영어: Twyman–Stokes Teammate of the Year Award)은 NBA의 상으로, 이상적인 팀메이트를 보여준 선수에게 주어지는 상이다.

## 수상자 목록
| 시즌      | 수상자             | 소속 팀                   |  |
| --------- | ------------------ | ------------------------- |  |
| 2012~2013 | 천시 빌럽스        | 로스앤젤레스 클리퍼스     |  |
| 2013~2014 | 셰인 베티에        | 마이애미 히트             |  |
| 2014~2015 | 팀 던컨            | 샌안토니오 스퍼스         |  |
| 2015~2016 | 빈스 카터          | 멤피스 그리즐리스         |  |
| 2016~2017 | 디르크 노비츠키    | 댈러스 매버릭스           |  |
| 2017~2018 | 자말 크로포드      | 미네소타 팀버울브스       |  |
| 2018~2019 | 마이크 콘리 주니어 | 멤피스 그리즐리스         |  |
| 2019~2020 | 즈루 홀리데이      | 뉴올리언스 펠리컨스       |  |
| 2020~2021 | 데이미언 릴러드    | 포틀랜드 트레일블레이저스 |  |
| 2021~2022 | 즈루 홀리데이      | 밀워키 벅스               |  |
| 2022~2023 | 즈루 홀리데이      | 밀워키 벅스               |  |
| 2023~2024 | 마이크 콘리 주니어 | 미네소타 팀버울브스       |  |
| 2024~2025 | 스테픈 커리        | 골든스테이트 워리어스     |  |